# Hammy de Beukelaer
Harmen "Hammy" de Beukelaer (Monnickendam, 2 juni 1930 – Amsterdam, 25 januari 2018) was een Nederlands stuntman.

## Loopbaan
De Beukelaer richtte in 1956 een stuntteam op. Dit team draagt tot op heden zijn naam en wordt sinds 1994 door zijn zoon Willem geleid. Een van de stuntmensen in het team is Wendy Vrijenhoek.
De Beukelaer leverde bijdragen aan honderden producties. Zo was hij de stuntcoördinator voor de televisieserie Floris van regisseur Paul Verhoeven, waarin hij ook een kleine rol als de bombardier vertolkte. In 1976 deed hij hetzelfde werk voor de tv-serie Q & Q, waarin hij de rol van Gerard Kokkerneel vertolkte.
In 2008 kreeg het stuntteam van De Beukelaer de speciale prijs van de jury van het Gouden Kalf voor het oeuvre op stuntgebied.